# たのしい知識
『たのしい知識』（たのしいちしき、仏: Le Gai Savoir）は、1967年に撮影され1968年に完成した、ジャン＝リュック・ゴダール監督によるフランス・西ドイツ合作の映画である。五月革命より前に撮影が始まり、革命後に完成した。ORTFとの共同製作で、一度完成したものの同局に拒絶され、1969年に劇場で上映されたが検閲により禁止された。日本では2012年にオーディトリウム渋谷で初公開されている。長らく日本未公開であったため邦題は定まらず、『楽しい科学』（たのしいかがく）とも。

## 略歴・概要
妻アンナ・カリーナとの破局を経験した1965年、ゴダールは、冬のパリで『男性・女性』（1966年）を撮影し、シネマ・ヴェリテ的手法によって顕わにした若い世代の考えに興味を抱く。1966年に『メイド・イン・USA』および『未来展望』（オムニバス『愛すべき女・女たち』の一篇）を撮影し、この2作を最後にカリーナを主演にすえることを断念したゴダールは、ドキュメンタリー作家クリス・マルケルの呼びかけによるオムニバス映画『ベトナムから遠く離れて』のために『カメラ・アイ』を撮り、よりいっそうのシネマ・ヴェリテの実践と、若い世代の思想、新しいマルクス主義である毛沢東思想に傾倒してゆく。
翌1967年に出会ったマオイストでシネフィルの青年ジャン＝ピエール・ゴラン（当時24歳）との会話から生み出されたのが、同年早々に撮り始めた『中国女』、そして本作『たのしい知識』である。ゴダールは、同年夏にはモデル出身のミレイユ・ダルクと『ウイークエンド』を撮るが、『中国女』で主役に抜擢した当時まだ20歳のアンヌ・ヴィアゼムスキーと同1967年7月22日に結婚、同作が8月30日にフランスで公開され、時期を同じくして「商業映画との決別宣言」を発表する。『男性・女性』、『中国女』を通じて知り合った10歳以上若い仲間である、ヴィアゼムスキー、ジャン＝ピエール・レオ、ジュリエット・ベルトとゴダールで、その年の秋、本作の撮影が開始された。
フランス放送協会からの依頼で始まったこの企画は、当初「ジャン＝ジャック・ルソー『エミール』の映画化」であったが、非常にルーズに下敷きにしただけであり、また、フリードリッヒ・ニーチェの著作と同じタイトル（Die fröhliche Wissenschaft (la gaya scienza)の仏題）であるが直接の関係はなく、むしろヴァルター・ベンヤミンの『パサージュ論』の影響を指摘されるような作品となった。
レオの演じる「エミール・ルソー」は、もちろんルソーの『エミール』に登場する少年の名から、ベルトの演じる「パトリシア・ルムンバ」の名は、1960年にベルギーから独立したコンゴ民主共和国初代首相となり翌1961年暗殺された、アフリカ民族主義指導者パトリス・ルムンバからとったものである。なお劇中で使用されるキューバ革命歌『7月26日の行進』は、1953年7月26日のフィデル・カストロら反バティスタの若者の反乱にちなんだ曲である（キューバ革命）。
プロットのない映像言語の探索が行われた本作は、1968年に完成するも、延々と暗黒の画面がつづくなどあまりに映画的でないとの理由で発注元のテレビ局から拒絶され、放送されず、契約違反その他で訴訟を起こされ、出資からも下りられてしまう。結果的にミュンヘンのバヴァリア・フィルムが作品を買収、翌1969年の第19回ベルリン国際映画祭コンペティション部門で上映された。
本作の製作開始から完成のあいだのゴダールは、1968年2月にはシネマテーク・フランセーズ館長のアンリ・ラングロワが解雇され、大衆的に闘って闘争に勝利し、同年5月にはいわゆる「五月革命」がパリに起き、ゴダールはレオとともにカンヌにのりこみ、クロード・ルルーシュ、フランソワ・トリュフォーらと第21回カンヌ国際映画祭を粉砕した。同年6月にはゴランらと結成した「ジガ・ヴェルトフ集団」（1968年 - 1972年）の第一作『あたりまえの映画』を撮影、11月にはその直後にD・A・ペネベイカーと共同監督で『ワン・アメリカン・ムービー』をニューヨークで撮る。翌1969年から1970年にかけても、カナダ、イギリス（ロンドン）、チェコスロヴァキア、イタリア、果てはパレスティナまで政治映画の撮影に飛び回る、ゴダールの日々が始まる。

## あらすじ
大学闘争を闘ったエミールと、シトロエンの工場で闘争を組織しようとして解雇されたパトリシアが、一灯だけライトが照らされた真っ暗なスタジオで出会う。ゼロから学びなおそうと、思想、テレビ、映画、光とは、そして革命の実践について語り合う。繰りひろげられる討論とことばあそび。一年目、音響と映像を学び、二年目、批判的に解体し再構築し、音響と映像の試験品をつくるが、無数の疑問がまた現れてくる。

## 作品データ
カラー作品（イーストマン・カラー）/ 上映時間95分 / 上映サイズ1:1.37
（スタンダード・サイズ）

## スタッフ
- 監督　ジャン＝リュック・ゴダール
- 脚本　ジャン＝リュック・ゴダール、ジャン＝ジャック・ルソー
- 撮影　ジョルジュ・ルクレール
- 編集　ジェルメーヌ・コアン
- 音楽　キューバ革命歌『7月26日の行進』
- 製作会社　アヌーシュカ・フィルム（パリ）、バヴァリア・フィルム（Bavaria Film、ミュンヘン）

## キャスト
- ジャン＝ピエール・レオ（彼、エミール・ルソー）
- ジュリエット・ベルト（彼女、パトリシア・ルムンバ）
- アンヌ・ヴィアゼムスキー
- ジャン＝リュック・ゴダール（ナレーション）

## 註
1. ↑  “Le gai savoir”.   IMDb. 2022年9月21日閲覧。
2. ↑  ジャン＝リュック・ゴダール+ジガ・ヴェルトフ集団 WEEK
3. ↑  Le Gai Savoir（英語）参照。
4. ↑  『ゴダールの神話』（雑誌「現代思想」臨時増刊号、青土社、1995年10月20日 ISBN 4791719921）の巻末「フィルモ・ヴィデオグラフィ」の中条省平の記述を参照。
5. 1 2 3  『ゴダールの神話』のp.174から始まる、山田宏一の『ゴダールの決別』を参照。